# 스타르가르트군

서포모제주 지도에 표시된 스타르가르트군의 위치

스타르가르트군(폴란드어: powiat stargardzki)은 폴란드 서포모제주에 위치한 군으로 군청 소재지는 스타르가르트이며 면적은 1,519.59km2, 인구는 119,402명(2006년 기준), 인구 밀도는 79명/km2이다.
북쪽으로는 골레니우프군, 북동쪽으로는 워베스군, 동쪽으로는 드라프스코군, 남동쪽으로는 호슈치노군, 남쪽으로는 미실리부시군, 피지체군, 서쪽으로는 그리피노군, 슈체친시와 접한다. 10개 지방 자치체(1개 도시, 4개 도시형 농촌, 5개 농촌)를 관할한다.

군 문장